# کله کویمان
کله کویمان (هلندی: Cle Kooiman؛ زادهٔ ۳ ژوئیهٔ ۱۹۶۳) بازیکن سابق و مربی فوتبال هلندی‌تبار اهل ایالات متحده آمریکا است.
از باشگاه‌هایی که در آن بازی کرده‌است می‌توان به باشگاه فوتبال کروز آزول اشاره کرد.
وی همچنین در تیم ملی فوتبال ایالات متحده آمریکا بازی کرده‌است.